# Pieve di Sant'Andrea (Sarzana)
La pieve di Sant'Andrea è un luogo di culto cattolico situato nel comune di Sarzana, in via Giuseppe Mazzini, in provincia della Spezia. La chiesa è il più antico edificio della città. Si trova a poca distanza dalla concattedrale di Santa Maria Assunta e la sua costruzione è databile intorno al X secolo.

## Storia

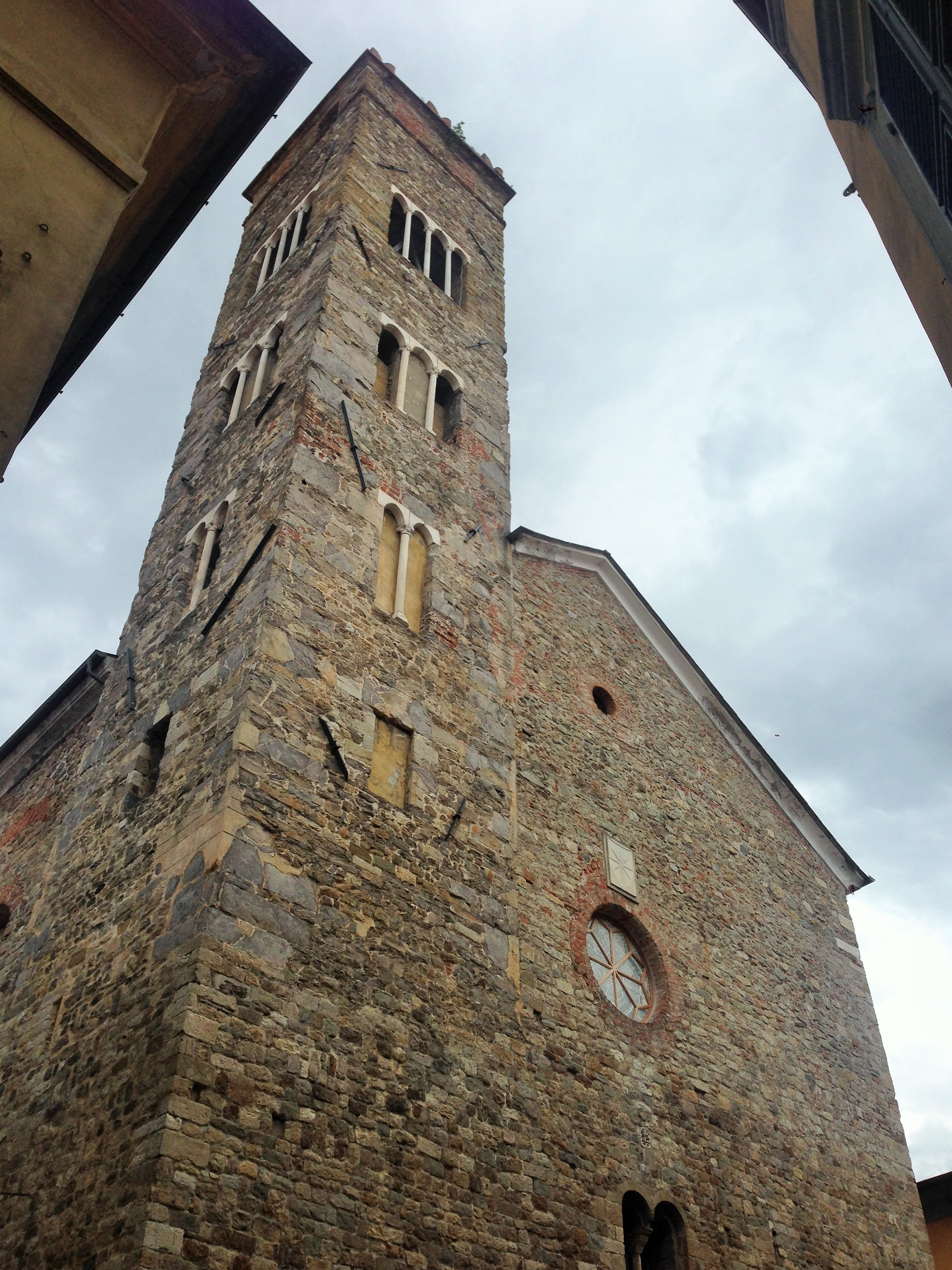
Campanile

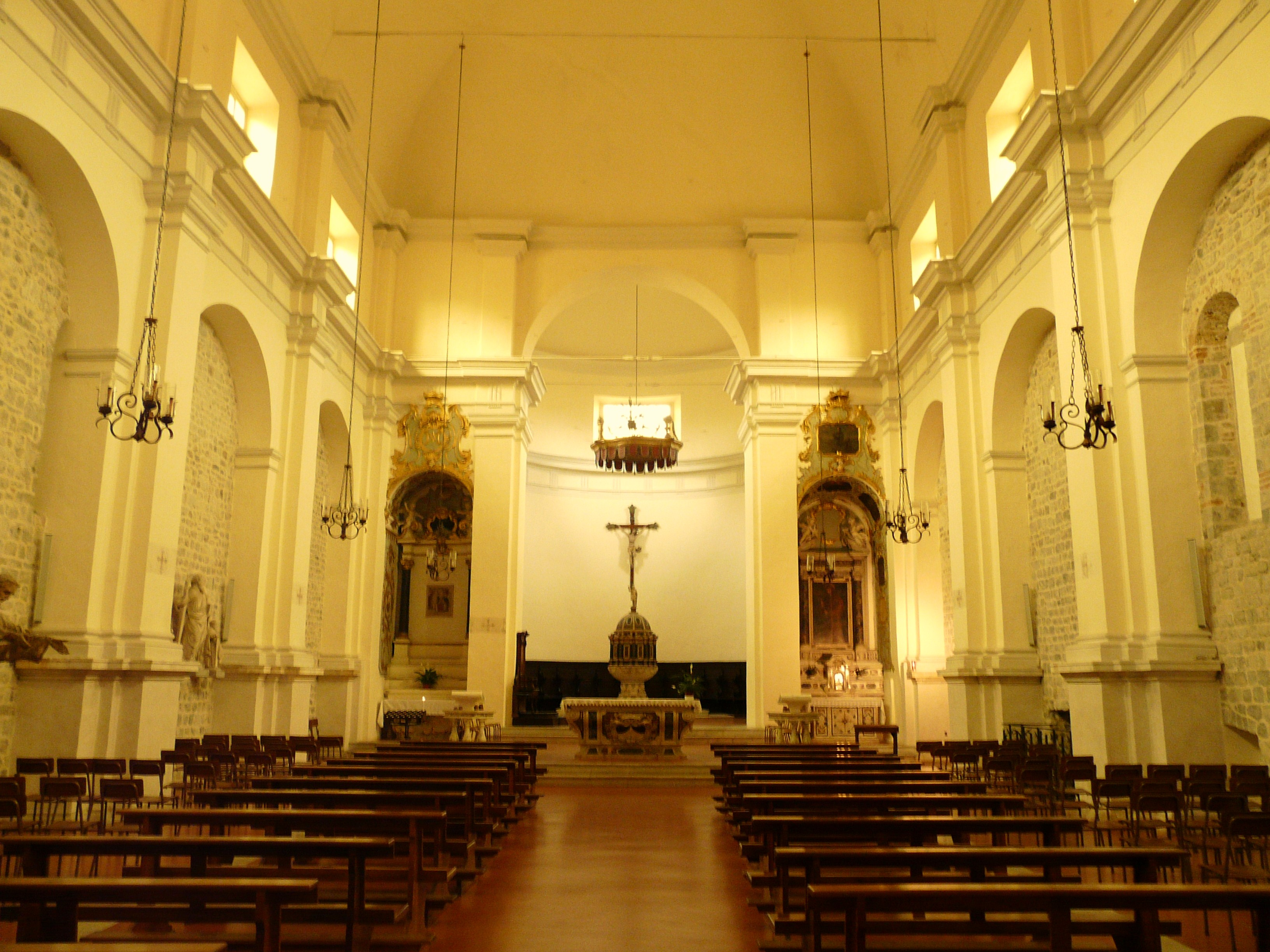
Navata centrale

Le prime notizie sulla chiesa si hanno nel 1128 quando espressamente viene menzionato nel borgo medievale di Sarzana un edificio religioso intitolato all'apostolo Andrea. Documenti del 1137 citano la pieve quale sede di un sinodo curato dal vescovo di Luni Gottifredo II; successivi atti del 1148, 1149 e 1153-1154 menzionano ancora la chiesa in bolle e privilegi concessi dal pontefice.
La chiesa di Sant'Andrea, inizialmente costruita sopra le fondamenta di un edificio medievale dalla datazione incerta, ha subito numerosi restauri e modifiche, diventando dal 1204 il battistero della città e la sede giurisdizionale del Comune (fino al XIV secolo). Grazie all'analisi delle sequenze stratigrafiche condotte in seguito a interventi archeologici, è possibile ripercorrere con sufficiente precisione le fasi costruttive.
L'edificio primitivo (risalente ai primi decenni del XII secolo) era meno elevato rispetto alla costruzione attuale, come mostrano le murature dei fianchi e della facciata.
Gli statuti del 1330 prevedono lo spostamento di una parete della chiesa e danno il via a operazioni di demolizione che comprendono l'abbattimento delle colonne, dei muri e delle volte interne; la costruzione del campanile è da ricondurre a questo periodo. Le tre originarie navate furono trasformate in un'unica aula, si aprirono nuove e più ampie finestre e si procedette ad un abbellimento generale dell'edificio con monumenti interni e cappelle. Al 19 marzo 1568 è documentata la visita pastorale del vescovo Benedetto Lomellini.
Una nuova rivisitazione complessiva della struttura interna fu avviata nel corso del XVII secolo. I lavori, affidati al maestro Giacomino di Guglielmo, si avviarono nel 1579 e interessarono il battistero, il portale d'ingresso, la zona absidale, la volta della navata e la cupola; nel 1584 la chiesa, ancora interessata dalle modifiche strutturali, fu visitata dal cardinale Angelo Peruzzi.
Conclusi i lavori, il 23 settembre del 1590 la rinnovata pieve di Sant'Andrea fu consacrata dal vescovo di Luni-Sarzana Giovanni Battista Salvago.

## Descrizione

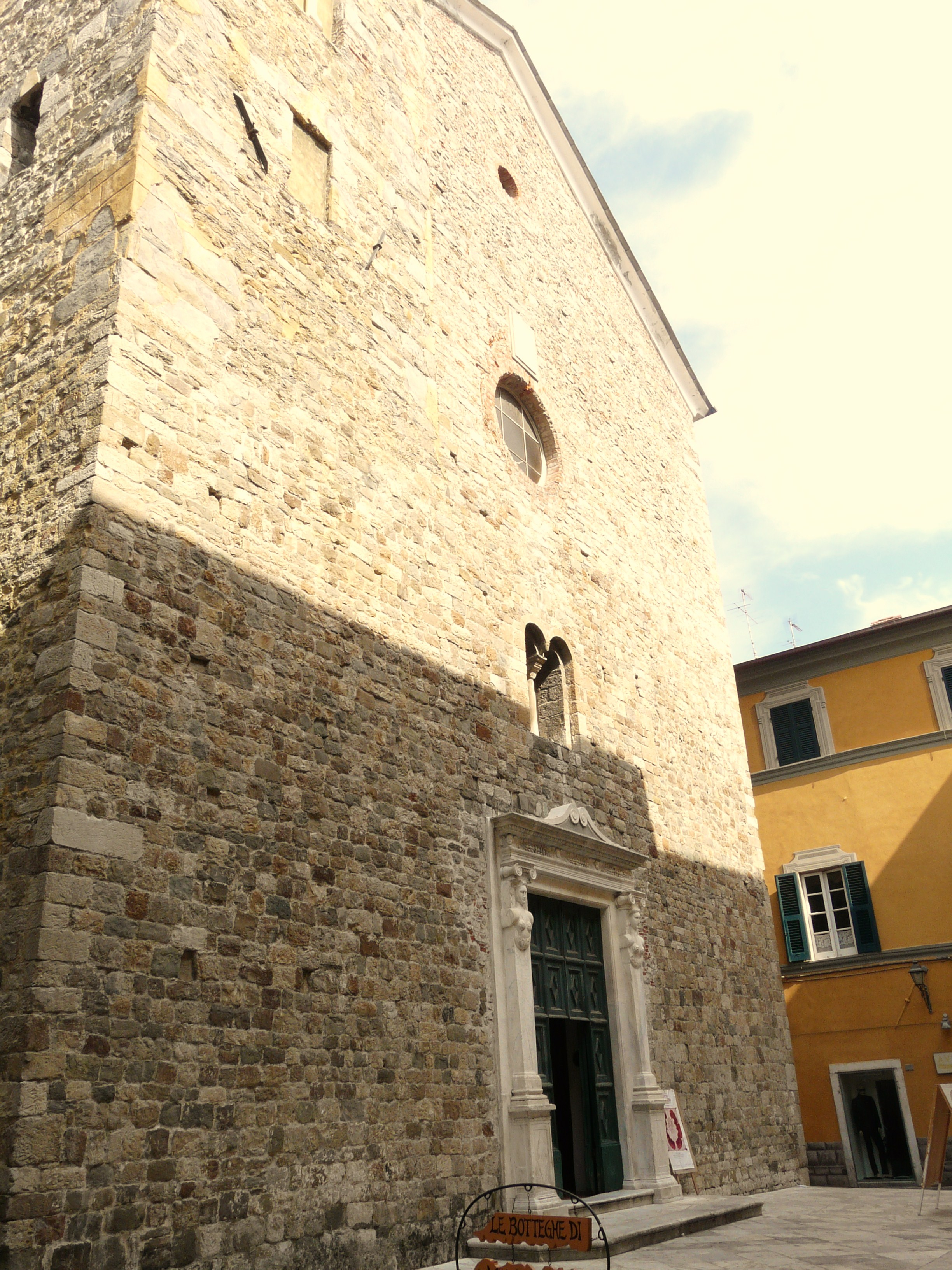
La facciata

Dopo i lavori del 1928-1929, in cui venne rimossa una parte dell'intonaco, è possibile osservare direttamente il paramento medievale dell'antica chiesa a tre navate.
La facciata odierna, più elevata rispetto a quella medievale, è costituita da un portone d'ingresso abbellito con un portale cinquecentesco in marmo bianco di Carrara con stipiti ornati da due cariatidi a seno scoperto, sormontato dalla stella ad otto punte, il sidus, simbolo degli Anziani del comune di Sarzana.
Sempre ricavato in marmo è il basamento del fonte battesimale, all'interno del presbiterio, che fu realizzato alla fine del XVI secolo da Giovanni Morelli, un artista carrarese, la stessa persona a cui si attribuisce il fonte battesimale della chiesa di Santa Maria a Vezzano Ligure.
All'interno si trovano sculture marmoree del XIV e XV secolo, raffiguranti il patrono di Sarzana, sant'Andrea, ed i santi Pietro e Paolo. Tra i dipinti la Vocazione di Santi Giacomo e Giovanni di Domenico Fiasella e un affresco della Madonna col Bambino di artista anonimo.
Notevole sull'altare di sinistra la venerata immagine miracolosa della Madonna delle Grazie che nel 1480 "sembrò apparire dal nulla, quasi dipinta da una mano divina", sul muro fiancheggiante l'antico convento di San Domenico, che sorgeva dove ora si trova il Teatro Impavidi.